# Bataille des Tombettes
Chouannerie
Batailles
- Liffré
- 1re Argentré
- Expédition de Quiberon
- Plouharnel
- Quiberon
- Segré
- 1er Rocher de La Piochais
- La Ceriseraie
- La Cornuaille
- 1re La Croix-Avranchin
- La Vieuville
- Boucéel
- 1re Saint-James
- 2e Rocher de La Piochais
- 2e La Croix-Avranchin
- Auverné
- Andigné
- Croix-Couverte
- Tinchebray
- L'Auberge-neuve
- Locminé
- Saint-Hilaire-des-Landes
- Val de Préaux
- Le Grand-Celland
- 2e Argentré
- Noyant-la-Gravoyère
- La Hennerie
- Saint-Aubin-du-Cormier
- Le Mans
- Nantes
- Saint-Brieuc
- Le Lorey
- Mont-Guéhenno
- La Tour d'Elven
- 2e Saint-James
- Les Tombettes
- Pont du Loc'h

La bataille des Tombettes a lieu le 25 janvier 1800, pendant la Chouannerie. Elle s'achève par une victoire décisive des républicains qui marque la fin de l'insurrection en Ille-et-Vilaine.

## Prélude
Le 23 janvier 1800, les troupes républicaines du général Charles Dumoulin subissent une défaite à la bataille de Saint-James contre les chouans de la division de Fougères, commandés par Aimé Picquet du Boisguy,. Cependant les patriotes de Fougères reçoivent rapidement des renforts venus de Rennes et d'Avranches,,.
Du Boisguy décide donc d'évacuer le pays de Fougères pour rallier les divisions de Vitré, de La Guerche-de-Bretagne et de la Mayenne pour y rassembler toutes les forces disponibles et contre-attaquer en force,. Dans ses mémoires, l'officier chouan  Toussaint du Breil de Pontbriand écrit : « Du Boisguy, voyant qu'il ne pouvait résister à toutes ces forces, prit la résolution d'évacuer momentanément le pays de Fougères et de n'y laisser que quatre compagnies, pour faire la petite guerre, tandis qu'il irait chercher des renforts. Son intention était de former une petite armée et de revenir ensuite fondre sur les colonnes ennemies qui auraient occupé son pays. [...] Il avait renvoyé ses compagnies dans leurs paroisses, pour leur donner le temps de faire leurs préparatifs pour cette expédition, et indiqué un lieu de rassemblement ; mais, à la guerre, les dispositions les mieux prises sont souvent dérangées par les plus petits incidents ; il en eût bientôt la preuve »,.

## Forces en présence
Les effectifs ne sont pas connus avec précision et varient selon les sources. Du côté des républicains, l'officier chouan Toussaint du Breil de Pontbriand affirme dans ses mémoires que le général Charles Dumoulin dispose de 4 500 hommes à Saint-James et que la garnison de la ville de Fougères compte au moins 1 000 hommes,. D'après les sources républicaines, la colonne du général Dumoulin ne compte que 500 à 600 hommes à la mi-janvier, mais elle a par la suite reçu des renforts. En 1840, l'historien militaire Patu-Deschautschamps écrit que les troupes de Dumoulin, fortes initialement de 400 hommes au moment du combat de Saint-James, ont ensuite été renforcées par 400 à 500 hommes. Cette colonne est alors constituée de soldats de la 24e demi-brigade légère et de la 72e demi-brigade de ligne.
Du côté des royalistes, Pontbriand indique que la division de Fougères compte environ 2 000 hommes à cette période,. Les officiers sous les ordres d'Aimé Picquet du Boisguy sont alors Auguste Hay de Bonteville, Joseph Picot de Limoëlan, Louis Picquet du Boisguy, Bertrand de Saint-Gilles et Auguste-Pierre-François de Lambilly,.

## Déroulement
La date du combat varie selon les auteurs. Toussaint du Breil de Pontbriand la place au 6 février,,. Jacques Crétineau-Joly donne quant à lui le 7 février, Adolphe Thiers le 26 nivôse, soit le 16 janvier, Charles-Louis Chassin le 25 janvier et Léon de La Sicotière le 25 ou le 26 janvier. Les administrateurs d'Avranches évoquent la date du 6 pluviôse, soit le 26 janvier, mais les généraux Gardanne et Dumoulin donnent dans leurs rapports la date du 5 pluviôse, soit le 25 janvier,.
Le récit le plus détaillé de la bataille est donné par l'officier chouan Toussaint du Breil de Pontbriand, dans ses mémoires. Beau-frère d'Aimé Picquet du Boisguy, Pontbriand commande alors dans la région de Dinan et n'est pas présent à ce combat. D'après son récit, les premiers accrochages débutent lorsqu'un détachement républicain sorti de Fougères rencontre quatre compagnies royalistes en route pour rejoindre le rassemblement ordonné par du Boisguy,. Après un combat d'une demi-heure, les chouans mettent en fuite les patriotes, leur tuent 18 hommes et les poursuivent jusqu'aux abords de Fougères,. La garnison de cette ville intervient et fait une sortie qui repousse les chouans,. Puis, lorsque du Boisguy arrive sur les lieux avec le gros de ses forces, les républicains battent à leur tour en retraite et se replient à l'intérieur des murs de la ville,.
Le plan de du Boisguy est cependant contrarié par cet affrontement, qui lui a fait perdre plusieurs heures,. Il décide alors de reporter au lendemain sa marche sur le pays de Vitré et de rétrograder sur le bourg de Parigné, afin d'y passer la nuit et d'y prendre des cartouches qu'il a fait confectionner pour sa troupe,.
Cependant le bruit de la fusillade alerte la colonne du général Dumoulin, alors en marche sur la route de Saint-James à Fougères,. Au lieu-dit la Violette, au sud de Poilley, celui-ci surprend et met notamment en fuite quelques chouans occupés à faire des cartouches. Dumoulin déploie ensuite ses troupes en bon ordre sur une position avantageuse au lieu-dit des Tombettes, entre le manoir de la Vieuville et le château du Bois-Guy, et y attend les chouans,.
La rencontre se produit peu après. Les troupes de Dumoulin étant face à lui et la garnison de Fougères dans son dos, du Boisguy constate qu'il lui est impossible d'éviter le combat et décide de tenter une percée,. Le chevalier de Saint-Gilles est chargé de mener la pointe de l'assaut,. Les chouans attaquent en force sur leur aile droite et bousculent les républicains, mais ils se retrouvent rapidement à court de munitions,. Les républicains attaquent alors de tous côtés et mettent leurs adversaires dans une déroute complète,. La plupart des chouans parviennent cependant à s'enfuir,. Dans ses mémoires, Toussaint du Breil de Pontbriand estime que si l'attaque de Saint-Gilles n'avait pas réussi, « ils allaient être entourés et auraient fait des pertes énormes, car la garnison de Fougères s'était mise en marche aux premiers coups de fusil et leur eût fermé toute retraite. L'affaire était terminée quand elle arriva »,.
Les sources républicaines donnent peu de détails sur le combat, mais confirment qu'il se termine par une fuite générale des chouans, qui se sauvent grâce à la nuit et à la proximité de la forêt de Fougères,. Le général Dumoulin fait état d'« une pleine et entière déconfiture ». Il affirme dans son rapport que le 1er bataillon de la 24e demi-brigade légère a emporté à la baïonnette une « espèce de camp retranché » et que les « brigands » ont été mis en déroute après un combat d'une demi-heure. Dans une lettre, le brigadier républicain Mauduit écrit : « Nous les poursuivions de si près, que la bourre des fusils leur brûlait dans le ventre ».
Après le combat, du Boisguy rallie une partie de ses forces à Parigné,. Dumoulin fait cesser la poursuite et reprend sa marche sur Fougères, où il arrive dans la soirée,. Le lendemain, il fait fouiller la forêt de Fougères.

## Pertes
Les pertes ne sont pas connues avec exactitude. Dans ses mémoires, Toussaint du Breil de Pontbriand affirme que les chouans perdent 50 hommes, dont le chevalier de Lambilly,. La nuit suivante, du Boisguy ne peut rallier que 1 000 à 1 200 hommes à Parigné,.
Du côté des sources républicaines, le brigadier Mauduit affirme que les chouans perdent plus de 1 000 hommes, tués ou blessés, sur un effectif estimé entre 1 500 et 1 600. Les administrateurs d'Avranches écrivent que des lettres particulières vont jusqu'à faire état de 800 tués,. Cependant dans un bref rapport, le chef d'état-major de la subdivision d'Ille-et-Vilaine annonce un bilan plus mesuré 50 « brigands » tués. Le Journal de Paris du 12 pluviôse (1er février), évoque également un bilan de 50 chouans fusillés et de 500 autres faits prisonniers,.

## Conséquences
Le combat des Tombettes marque la fin de la Chouannerie en Ille-et-Vilaine. Le 25 janvier, soit le jour même de la bataille de Tombettes, le chevalier Charles Thierry de La Prévalaye, commandant des forces royalistes dans le département, écrit au général La Barollière qu'il accepte les conditions de paix du général Gabriel de Hédouville. Le 30 janvier, il fait sa soumission et commence le licenciement de ses troupes. La date et les circonstances de la reddition d'Aimé Picquet du Boisguy ne sont cependant pas clairement établies par les sources.
Dès le lendemain de sa défaite aux Tombettes, du Boisguy est informé de la pacification de l'Anjou et d'une partie de la Bretagne,. Il aurait alors écrit au général Dumoulin pour lui annoncer son intention de déposer les armes et obtenir un sauf-conduit pour se rendre à Rennes sans danger,. Cependant ce dernier se serait borné à lui adresser l'« arrêté des Consuls » pour réponse. La mère de du Boisguy, Bonne Joséphine Françoise du Boislebon, écrit alors le 31 janvier au général La Barollière pour lui réclamer des passeports,.
D'après l'historien Charles-Louis Chassin, Madame de Marigny — née Marie Anne de Châteaubriand, sœur de François-René de Chateaubriand, et veuve de François Geffelot, seigneur de Marigny — se joint à ces démarches et obtient de la part du général La Barollière des conditions favorables pour du Boisguy. Il cite notamment une lettre envoyée anonymement à la mère de ce dernier :

« Vous connaissez tout l'intérêt que j'ai pris en toute occasion pour ce qui vous regarde et votre fils. Dans le moment même, je vais encore vous en donner une preuve. S'il veut se détacher du parti royaliste, je lui promets, en mon nom et en celui des généraux La Barolière et Hédouville, la place de chef de bataillon ou d'escadron, à son choix, dans les troupes de la République. Il est essentiel qu'il se décide sur-le-champ. Håtez-vous de prévenir des malheurs incalculables, qui menacent votre pays. Vous connaissez Bonaparte, vous savez qu'il n'a jamais rien entrepris sans réussir. S'il ne réussit pas à pacifier ce pays, il le soumettra. Ce grand homme n'a jamais parlé en vain. Dans ce moment, que ne ferait-il pas avec toute la puissance dont il est revêtu ! »

Cette indulgence en faveur des chouans est notamment dénoncée par le maire de Fougères, Julien Loysel, qui dans un courrier adressé le 19 pluviôse (7 février) aux administrateurs du département, s'alarme des arrêtés du général La Barolière qui autorise les chouans à conserver leurs armes :

« On se sent soulevé d'indignation quand on voit un général soi-disant républicain, M. Labarolière, tromper l'espérance des bons citoyens par les mesures indécentes qu'il vient de prendre le 8 de ce mois, ainsi que j'en suis informé par le commandant de cet arrondissement, homme que je crois dans de bons principes et digne de l'estime et de la confiance des hommes libres. M. du Boisguy est allé à Rennes et, par l'entremise de la femme Marigny, la plus puante aristocrate que je connaisse, femme dont Labarolière est sans cesse entouré, a obtenu des lettres pour le commandant de Fougères, en forme d'arrêtés, qui règlent la manière dont doit se faire ce qu'on a l'indignité d'appeler le licenciement des légions de rebelles,. »

Le 14 février, le capitaine Wanderwal, commandant de l'arrondissement de Fougères, faire rendre public la proclamation du général La Barolière,. Celle-ci demande aux chefs de légion d'opérer le licenciement de leurs troupes et de dresser un état nominatif de tous leurs hommes. Elle autorise les chouans à garder leurs armes chez eux, mais précise qu'ils ont interdiction de sortir armés de leur commune ou de leur domicile sous peine d'arrestation. Par la suite, La Barolière fait ajouter que 12 francs seront remis aux chouans pour chaque « bon fusil de munition » remis aux autorités,. Il promet également qu'« il ne sera inquiété personne pour ses opinions » et que le « culte sera libre en totalité, qu'on inquiétera en aucune manière les prêtres de toutes les espèces ».
Sous la Restauration, la direction générale du ministre de la Guerre fixe la fin de la durée du service de du Boisguy à la date du 4 février 1800. Selon Toussaint du Breil de Pontbriand, du Boisguy fait sa reddition au général Brune le 18 février, à Rennes,,,. Pontbriand, alors commandant de la division de Dinan, signe lui-même un traité de paix le 11 février 1800 à Plancoët, qui est ratifié deux jours plus tard au château Chesne-Ferron, à Saint-Carné, près de Dinan. D'après le récit laissé dans ses mémoires, il rencontre à cette occasion le général La Barollière qui l'informe que du Boisguy résiste toujours dans la région de Fougères et le prévient que « s'il ne se soumettait pas dans peu de jours, il ne lui serait fait aucun quartier ». Pontbriand se rend alors à Rennes le 16 février, où il obtient un sauf-conduit du général Brune. Il rejoint du Boisguy le lendemain, et le convainc de déposer les armes en lui apprenant la pacification du Morbihan,,. Le 18, ils se rendent tous deux à Rennes auprès du général Brune qui leur fait « le meilleur accueil »,. Au nom du Premier Consul, il offre à du Boisguy le grade de général de brigade et à Pontbriand celui de colonel, mais tous deux déclinent,. Du Boisguy demande, sans pouvoir l'obtenir, la levée du séquestre sur les biens de sa famille, mais obtient la libération de 122 royalistes, dont 92 détenus dans les prisons de Rennes,. Le lendemain, il refuse à nouveau une place d'officier dans l'armée républicaine en déclarant : « Ce serait changer de parti, général, et je crois que l'honneur le défend »,. Du Boisguy et Pontbriand sont ensuite autorisés à regagner leurs domiciles,.
Finalement le 11 ventôse (2 mars), le maire Loysel annonce au commissaire du gouvernement « avec bien de la satisfaction, que la reddition des armes s'effectue enfin depuis deux jours »,. En un mois, 400 fusils sont remis aux autorités. Du Boisguy dépose lui-même un « bon fusil » et reçoit un certificat de rentrée le 15 ventôse an VIII (6 mars 1800),,. Il se rend ensuite à Paris avec son frère, où il est maintenu sous surveillance par la police.